# NGC 1721
NGC 1721 est une galaxie lenticulaire située dans la constellation de l'Éridan. NGC 1721 a été découverte par l'astronome américain Edward Barnard en 1885.

## Caractéristiques
Sa vitesse par rapport au fond diffus cosmologique est de 4 488 ± 9 km/s, ce qui correspond à une distance de Hubble de 66,2 ± 4,6 Mpc (∼216 millions d'al).
NGC 1721 présente une large raie HI.

## Groupe de NGC 1723

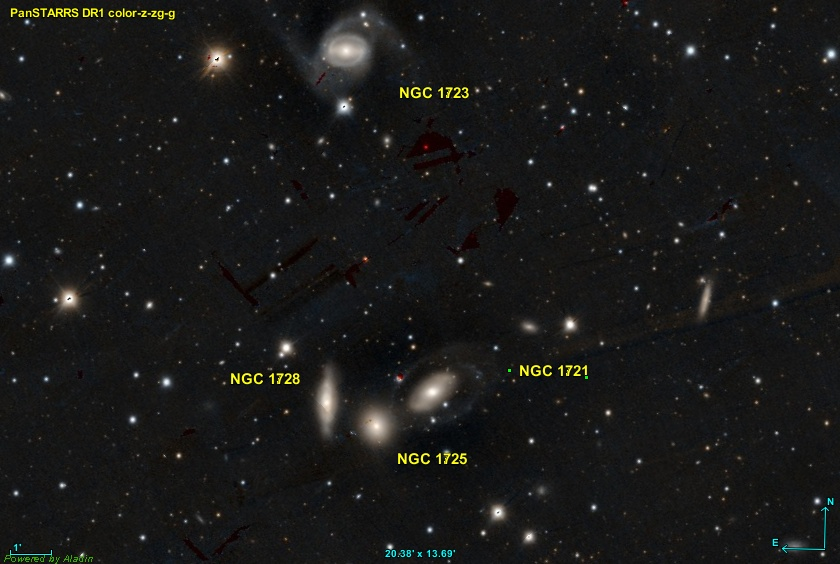
Le groupe de galaxies de NGC 1723

NGC 1721 fait partie du groupe de NGC 1723 comprend au moins 4 galaxies. Les trois autres galaxies sont NGC 1723, NGC 1725 et NGC 1728. Dans un article publié en 1993, A.M. Garcia fait mention de deux galaxies appartenant à un groupe qu'il nomme groupe de NGC 1721. Avec NGC 1721, il n'inclut que deux autres galaxies à ce groupe, soit NGC 1728 et MCG -2-13-21. La vitesse radiale indiquée par Garcia dans son article pour MCG -2-13-21 est de 4 447 km/s. Or, la vitesse radiale de cette galaxie est plutôt de 4 533 km/s, ce qui la place à 66,6 ± 4,7 Mpc (∼217 millions d'al) de la Voie lactée. 
Trois galaxies sont à des distances similaires, soit NGC 1723, NGC 1725 et NGC 1728, pour une distance moyenne d'environ 55,8 Mpc (∼182 millions d'al). Les deux autres galaxies (NGC 1721 et MCG -2-13-21) sont à un peu plus de 66 Mpc de ces trois dernières. Il semble donc que le groupe de NGC 1723 ne comprend que trois galaxies et que les deux autres, un peu trop éloignées, forment une paire de galaxies.